# روزنباخ (گرلیتز)
روزنباخ (به آلمانی: Rosenbach) یک شهر در آلمان است که در گورلیتس واقع شده‌است. روزنباخ ۱٬۷۱۸ نفر جمعیت دارد.